# 德意志基督徒

该组织1934年旗帜

德意志基督徒（德語：Deutsche Christen）是纳粹德国時代屬於德國福音派教會的壓力團體。
由於阿道夫·希特勒在上台前被梵蒂岡所排斥，因而當時被信仰天主教的貝尼托·墨索里尼所訕笑，且1933年大選時在德國代表天主教方面的德國中央黨及天主教省份強烈反對納粹，因此希特勒曾對外自稱是虔誠的基督徒，並因而在得到德國各新教教會和中間派天主教徒支持。但他上台後旋即下令天主教及其他不支持他的新教教會歸入納粹的統一的德國教會，自此德國教會成為希特勒的同路人，並堅持希特勒必須按馬丁·路德的對付猶太人七點，把珍貴的戰爭資源劃出去處理猶太人，因而被指為納粹的幫凶。此教會在戰後被解散。